# Dan Sexton
Dan Sexton, född 29 april 1987 i Apple Valley, Minnesota, är en amerikansk professionell ishockeyspelare som spelar för Växjö Lakers Hockey i SHL. Han har tidigare spelat för Anaheim Ducks i NHL.

## Klubbar
- Apple Valley High School –2005
- Wichita Falls Wildcats 2005–2006
- Sioux Falls Stampede 2006–2007
- Bowling Green State University 2007–2009
- Bakersfield Condors 2009–2010
- Manitoba Moose 2009–2010
- Anaheim Ducks 2009–2011
- Syracuse Crunch 2010–2012, 2013
- Norfolk Admirals 2012–2013
- HC TPS 2013–2014
- HK Neftechimik Nizjnekamsk 2014–